# Ghislaine Chartron

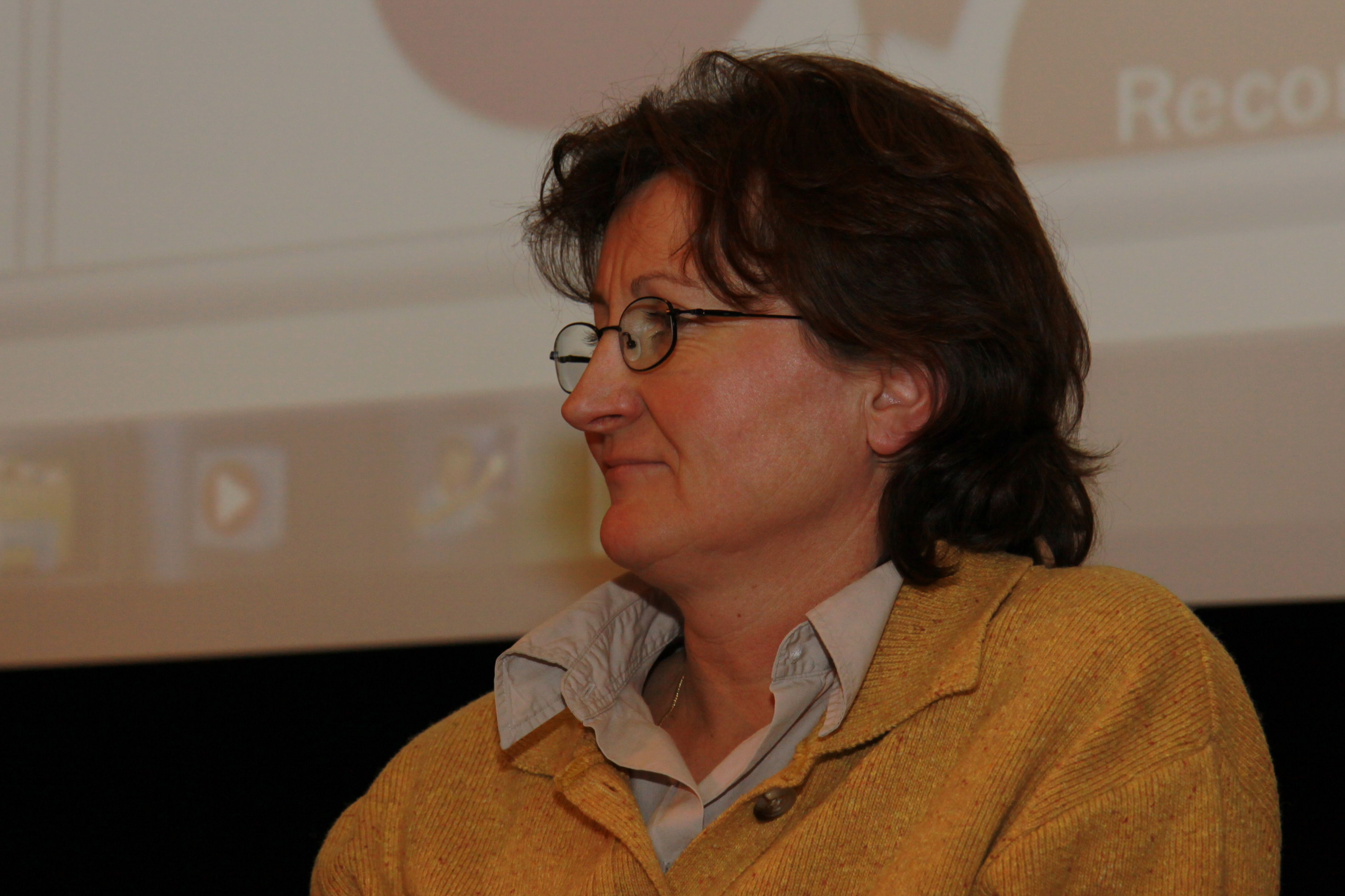
Ghislaine Chartron, 2010

Ghislaine Chartron (* 18. Juni 1961) ist eine französische Informatikerin und Kommunikationswissenschaftlerin. Sie ist Professorin am Conservatoire national des arts et métiers. Sie leitet das Institut national des techniques de la documentation.

## Abschlüsse
Chartron hat an der Universität Paris VII als Informatikerin auf dem Fachgebiet wissenschaftliche und technische Information im Jahr 1988 promoviert.
Im Jahr 2001 erwarb sie eine Habilitation zur Forschungsleitung (Habilitation à diriger des recherches) in Informations- und Kommunikationswissenschaften an der Universität Lyon I. Ihre Dissertation trug den Titel L'information scientifique et le numérique.
Im Jahr 2002 erwarb sie eine Habilitation zur Universitätsprofessorin für Informations- und Kommunikationswissenschaften.

## Karriere
Von 1983 bis 1990 war sie Forschungsingenieurin in der Abteilung „Recherche et produits nouveaux“ des Centre de documentation scientifique et technique beim CNRS. Von 1990 bis 2003 war sie Dozentin (maître de conférences) an der Unité Régionale de Formation à l'Information Scientifique et Technique (URFIST) in der École nationale des chartes.
Im Jahr 2003 wurde sie Universitätsprofessorin und Leiterin der Abteilung für wissenschaftliche und technologische Überwachung des Nationalen Instituts für pädagogische Forschung (INRP, Lyon)  an der École nationale supérieure des sciences de l'information et des bibliothèques (ENSSIB, Nationale Hochschule für Informations- und Bibliothekswissenschaften).
2006 wechselte sie zum Conservatoire national des arts et métiers und übernahm dort den Lehrstuhl für „Ingénierie documentaire“.
Seit Juni 2007 leitet sie das Institut national des techniques de la documentation.
Seit 2018 ist sie die Vorsitzende des wissenschaftlichen Rates der ENSSIB und Mitglied des Vorstands der Association des professionnels de l'information et de la documentation (Verband der Informations- und Dokumentationsfachleute).

## Forschung

### Forschungsthemen
- Digitales wissenschaftliches Publizieren: Wirtschaftsmodelle, Open Access, Strategien der Akteure, Nutzung digitaler Informationen, Neukonfiguration der Branche.[3]
- Vergleichende Analyse der Modelle für das Publizieren im Internet (Vergleich folgender Branchen: wissenschaftliches, Presse, Musik, audiovisuelle Medien, Fiktion).[3]
- Digitale Vermittlung, Auswirkungen auf die Berufe im Dokumentenbereich[3]

### Forschungsprojekte
- Gründung mit Évelyne Broudoux der Konferenz „Document numérique et société“ (Digitales Dokument und Gesellschaft), alle zwei Jahre, 4 Ausgaben, Éditions ADBS.[3]
- Leitung der Arbeitsgruppe Open-access des Groupement Français de l'Industrie de l'Information. Im Rahmen ihrer Mitarbeit in dieser Arbeitsgruppe trug sie zur Erstellung des kollektiven GFII-Berichts „Synthèse des discussions du groupe de travail GFII sur le libre accès“ bei.[3]

## Auszeichnungen
- Ritter der Ehrenlegion (2016)

## Ausgewählte Veröffentlichungen
- mit Evelyne Broudoux, Laurence Balicco, Viviane Clavier, Isabelle Pailliart (dir), L'éthique en contexte info-communicationnel numérique : Déontologie, régulation, algorithme, espace public, Editions DeBoeck, 2018, 160 Seiten
- L’Open science au prisme de la Commission européenne, Education et sociétés, 2018/1 (Nr. 41), S. 177–193. DOI:10.3917/es.041.0177. https://www.cairn.info/revue-education-et-societes-2018-1.htm-page-177.htm
- Géopolitique de l’open access, Colloque ICOA18, Ecole des sciences de l’information (ESI), Rabat, November 2018, Vorveröffentlichung https://www.researchgate.net/publication/329102171_Chartron-ICOA2018-preprint
- mit Joachim Schöpfel. Open access et Open science en débat, Revue française des sciences de l’information et de la communication, 11 | 2017, https://journals.openedition.org/rfsic/3331
- mit Joachim Schöpfel (dir.). Libre accès aux publications et sciences ouvertes en débat, Revue française des sciences de l’information et de la communication, 11 | 2017,  https://journals.openedition.org/rfsic/2868
- mit Christophe Boudry, Availability of digital object identifiers in publications archived by PubMed, Scientometrics, März 2017, Vol. 110, Nr. 3, S. 1453–1469
- Stratégie, politique et reformulation de l’open access, Revue française des sciences de l’information et de la communication, 2016, Nr. 8, https://journals.openedition.org/rfsic/1836
- mit Souad Odeh, Acteurs et économie des métadonnées du livre en France : analyse et avenir, Documentation et bibliothèques, 2016, Vol. 62, Nr. 1, S. 3–47
- Edition et publication des contenus : regard transversal sur la transformation des modèles, in Publier, éditer, éditorialiser, Nouveaux enjeux de la production numérique, DeBoeck Editeur, 2016, S. 9–36. https://halshs.archives-ouvertes.fr/halshs-01522295